# Boucar Diouf
Pour les articles homonymes, voir Diouf.
Boucar Diouf, né le 26 mai 1965 à Fatick, au Sénégal, est un biologiste, océanographe et humoriste québécois d'origine sénégalaise. Arrivé au Québec en 1991 à Rimouski pour y faire des études supérieures, il a enseigné un temps la biologie à l'Université du Québec à Rimouski. Il mène actuellement une carrière d'humoriste, de chroniqueur et d'animateur radio.
Dans ses sketches, il traite régulièrement de questions d'intégration, de la vie en Afrique et des différences culturelles.

## Biographie
Après des études de premier et deuxième cycle en biologie à l'Université Cheikh-Anta-Diop de Dakar, Diouf complète un doctorat en océanographie à l'Université du Québec à Rimouski (UQAR). Par la suite, il enseigne la biologie à l'UQAR et perfectionne les méthodes d'enseignement pratique de la physiologie animale,. Pour faciliter la compréhension de ses cours, que certains étudiants estimaient difficiles, il conçoit des capsules humoristiques qu’il nomme « Boucardises ». Il doit à ses étudiants de l’avoir inscrit aux auditions du festival Juste pour rire.
À partir de 2006, il anime plusieurs émissions de télévision. De 2014 à 2023, il anime l'émission de Radio-Canada La nature selon Boucar devant un public de 40 personnes,
. Il intervient aussi occasionnellement dans des débats de société, prenant position sur la question du racisme systémique ou sur le faible taux d'acceptation par Ottawa d'étudiants en provenance d'Afrique francophone.

## Carrière

### Spectacles d'humour
- Spectacle «D’hiver Cités».
- Spectacle «L'Africassé-e».
- Spectacle « Pour une raison X ou Y ».
- Spectacle Magtogoek ou le chemin qui marche.
- Spectacle « Nomo sapiens »

### Ouvrages
- Sous l'arbre à palabres, mon grand-père disait..., Éditions des Intouchables, 2007
- La Commission Boucar pour un raccommodement raisonnable, Éditions des Intouchables, 2008
- Le brunissement des baleines blanches, Éditions des intouchables, 2011
- Rendez à ces arbres ce qui appartient à ces arbres, Éditions La Presse, 2015
- Boucar disait... pour une raison X ou Y  Éditions La Presse, 2017
- Apprendre sur le tas: la biologie des bouses et autres résidus de digestion, Édition La Presse, 2018
- Pour l'amour de ma mère -Et pour remercier les mamans, Éditions La Presse, 2019
- La face cachée du grand monde des microbes, Éditions La Presse, 2019
- Les brunissements des baleines blanches, Éditions La Presse, 2020
- Jo Groenland et la route du Nord, Éditions La Presse, 2020
- Jonathan Tenderbear: Et la sagesse du Corbeau, Éditions La Presse, 2021
- La face cachée du grand monde des microbes, Éditions La Presse, 2021
- Ce qui la vie doit à la mort: Quand la matriarche de famille tire sa révérence, Éditions La Presse, 2022

### Télévision
- 2006 : La Fosse aux lionnes, chroniqueur
- 2007-2012 : Des kiwis et des hommes, coanimateur et chroniqueur
- 2013 : Océania, animateur
- 2019 : Léo (série télévisée, saison 2, épisode 11) de Fabien Cloutier – Boucar
- 2022 : Autour d'une dinde, concepteur et animateur[10]

### Cinéma
- 2004 : Le bonheur c'est une chanson triste

## Prix
- 2005 : Révélation de l'année au Grand Rire de Québec
- 2006 : Lauréat du prix Jacques-Couture - (prix remis par le ministère de l'Immigration et des Communautés culturelles).
- 2011 : Mérite du Français en éducation remis par l’Association des professeurs de français du Québec.
- 2011 : Prix nez d’or du festival Grand Rire de Québec : pour le travail exceptionnel lors de l'animation du Gala Humour du Monde.
- 2013 : Le prix Charles-Biddle : remis par le Gouvernement du Québec pour souligner l'apport d'une personne à la richesse de la diversité culturelle du Québec.
- 2014 : Prix Pierre Dansereau : remis par L’Association des biologistes du Québec pour la contribution à l’avancement de la biologie.
- 2016 : Chevalier de l’Ordre national du Québec : remis par le premier ministre Philippe Couillard.
- 2019 : Médaille d'honneur de l'Assemblée nationale, 2019[11]
- 2021 : Doctorat honorifique d'université de l'Université Laval.